# رحلة قديسي بروكلين

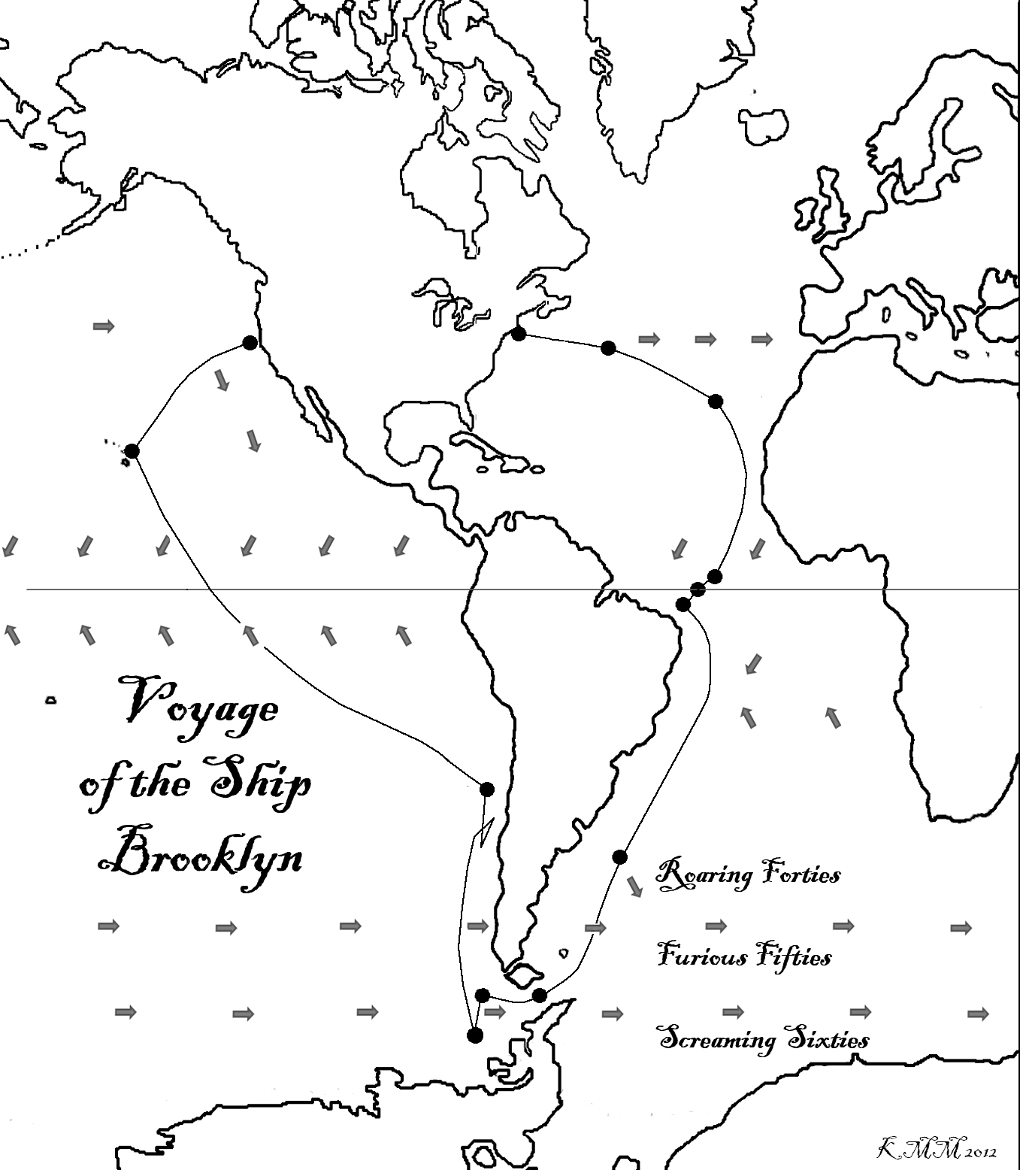
طريق السفينة بروكلين في رحلتها التاريخية من 4 فبراير إلى 31 يوليو 1846

كان قديسو سفينة بروكلين روادًا أبحروا من نيويورك إلى كاليفورنيا (4 فبراير - 31 يوليو 1846 ) لتأسيس أول مستعمرة لطائفة المورمون في الغرب. بسبب الاضطهاد الديني، خطط قادة كنيسة يسوع المسيح لقديسي الأيام الأخيرة (كنيسة ال دي إس) لنقل سكان مورمون خارج الولاياتالمتحدة. جرى تجنيد مائتين وثمانية وثلاثين رائدًا للإبحار حول كيب هورن بمعدات ثقيلة من أجل مستعمرة كبيرة.. كانوا يزرعون المحاصيل ويبنون البنية التحتية لاستقبال الهجرة الأكبر القادمة غربًا بعربة في العام التالي. استغرقت سفينة بروكلين ستة أشهر للإبحار 2400 ميل حول كيب هورن إلى كاليفورنيا العليا، بعد عاصفتين رهيبتين. عند الوصول، كان للقديسين في بروكلين دور فعال في بناء سان فرانسيسكو وساعدوا على انطلاق حمى الذهب في كاليفورنيا.
وصلت بروكلين إلى خليج سان فرانسيسكو بعد وقت قصير من بدء الحرب المكسيكية الأمريكية في كاليفورنيا، تمامًا مثل الولايات المتحدة. كانت القوات تسيطر على المنطقة. جرى الضغط على ركاب بروكلين السبعين الذكور مباشرةً لأجل الخدمة. اضطر بناء المستوطنة إلى الانتظار، ريثما يجري تنفيذ المهام العسكرية الموكلة إليها. مع ندرة الطعام والمأوى، واجه المستعمرون صعوبات أولية. ومع ذلك، في غضون ثلاثة أشهر، جرى تسييج العديد من الأفدنة من الأراضي في وادي سان جواكين، وزُرعت بالقمح، وأقيمت مطحنة للحبوب، وعندما انتقل الصراع العسكري إلى الجنوب، عمل الركاب بنحو جماعي لبناء مئة مبنى خلال السنة الأولى. وسرعان ما جرى إنشاء ثماني مدن مجاورة، مرتبطة بالعبّارات والطرق والجسور. مع وصول المستوطنين الأمريكيين الآخرين، نمت سان فرانسيسكو لتصبح «مركز التسوق الكبير في المحيط الهادئ»، وأسفرت المنتجات الزراعية عن أحد الأثرياء الأوائل في كاليفورنيا، جون هورنر.
استثمر المستعمرون في بروكلين وقتهم ومواردهم في بناء منطقة الخليج، متوقعين أن يستقروا بالقرب منها. ومع ذلك، اختار بريغهام يونغ وادي غريت سالت ليك مكانًا مركزيًا لسكان المورمون وبوصفه موقعًا لبناء معبد مقدس. عندما صدرت كلمة رسمية عن مكان التجمع الجديد، أبلغ صموئيل برانان المستوطنين المحبطين في بروكلين أن مساعيهم المجتمعية في سان فرانسيسكو قد انتهت. جرى بيع ممتلكاتهم المشتركة. على الرغم من أن الاتحاد مع بقية سكان المورمون كان لا يزال مرغوبًا فيه كثيرًا، فإن المستوطنين في بروكلين كانوا يفتقرون إلى الموارد للقيام برحلة برية بطول 800 ميل وبدء حياتهم من جديد. في غضون ثلاثة أشهر، أصبح تمويل الهجرة الثانية ممكنًا عندما جرى اكتشاف الذهب في كولوما (24 يناير 1848). أعلن صمويل برانان عن اكتشافات الأثرياء محليًا في جريدته، وأرسل الدراجين بطبعة خاصة إلى الشرق، ما أدى إلى اندفاع الذهب. وسرعان ما أدى تشغيل المناصب التجارية المربحة لعمال المناجم إلى جعل برانان أحد أثرياء كاليفورنيا الأوائل. عمل معظم رواد بروكلين في مناجم الغرينية على طول النهر الأمريكي، وحصلوا على مكافآت  وافرة. مع الذهب الذي اكتشفوه، بحلول يوليو 1849، قام نحو نصف رواد بروكلين بتجهيز العربات وتوجهوا فوق سييرا إلى مدينة سولت ليك على طريق جديد بناه قدامى المحاربين في كتيبة مورمون. أصبح طريق المهاجرين المورمون عبر ممر كارسون هو الطريق الرئيسي غربًا للباحثين عن الذهب للوصول إلى مناطق التعدين. في عام1851، جند قادة الكنيسة من ولاية يوتا نحو نصف رواد بروكلين المتبقين لبناء مستعمرة أخرى لطائفة المورمون في سان برناردينو. ذهب اثنان من القديسين في بروكلين إلى جزر ساندويتش، بينما عاد معظم الباقين إلى حياتهم في الولايات الشرقية.
كانت الهجرة البحرية لرواد بروكلين جزءًا من الهجرة الجماعية الأكبر لطائفة المورمون من شرق الولايات المتحدة إلى وادي سولت ليك العظيم. لأكثر من عقد، تعرض أعضاء كنيسة ال دي إس لقمع الناخبين، وتدمير الممتلكات، والنهب، والاغتصاب، وهجمات القطران والريش، وعنف الغوغاء، والمذبحة، وأخيراً وفاة جوزيف سميث، مؤسس الكنيسة. سعى قادة الكنيسة مرارًا وتكرارًا للحصول إلى المساعدة من المسؤولين المحليين  وأصحاب الولاية والفدراليين للتعامل مع الانتهاكات. على الرغم من المناشدات لإنفاذ القانون، نادرًا ما يتدخل المسؤولون الحكوميون لحماية مستوطنات سانت لايتر داي، متذرعين بوضع سياسي صعب أو انحياز
علنًا إلى العصابات المناهضة لطائفة المورمون. جهود الدفاع عن النفس  جعلت الأمور أسوأ. انتقلت مجتمعات المورمون من مكان إلى آخر بحثًا عن بيئة آمنة.

## دور الحكومة
تلقى بريغهام يونغ خطابًا من حاكم إلينوي توماس فورد، بتاريخ 8 أبريل 1845، ينصحه بالعثور على منزل جديد لشعبه، يقترح عليهم إنشاء مستعمرة مستقلة في كاليفورنيا العليا (يوتا ونيفادا وأريزونا وكاليفورنيا
الحديثة)، إذ يمكنهم العيش والعبادة كما يحلو لهم. قبل القيام بذلك، طلب الرئيس يونغ عبثًا اللجوء في أركنساس من حاكمها درو، الذي رفضهم. واقترح الحاكم أن يذهبوا إلى أوريغون أو كاليفورنيا أو تكساس أو نبراسكا. ومع ذلك، كتب يونغ: «إن معظم المستوطنين في أوريغون وتكساس هم أعداؤنا القدامى، الموبوقراطيين في ميسوري... وإذا حاولنا السير إلى أوريغون دون أن ترمي الحكومة درعًا وقائيًا علينا، فإن جرائم ميسوري ستقودها أول من يسيء تفسير نوايانا... [و] تأجيج شعلة ساخنة جدًا لا يمكننا مواجهتها». طلب وفد تم إرساله إلى واشنطن العاصمة في مارس 1844 الإذن بـ «درع وقائي» لـ 100000 متطوع مسلح، ولكن مثل هذا الإجراء كان من المحتمل أن يثير تعقيدات دولية مع بريطانيا العظمى. قدم عضو الكونجرس من إلينوي ستيفن أ. دوغلاس، حليف جيمس ك. حث دوغلاس زعماء الكنيسة على عدم انتظار إجراء حكومي، ولكن الإضراب عن ولاية أوريغون، وإذا لم يستقبلهم الكونجرس في نهاية خمس سنوات في الاتحاد، فسيكون لديهم حكومة خاصة بهم.